# Pär Sundström

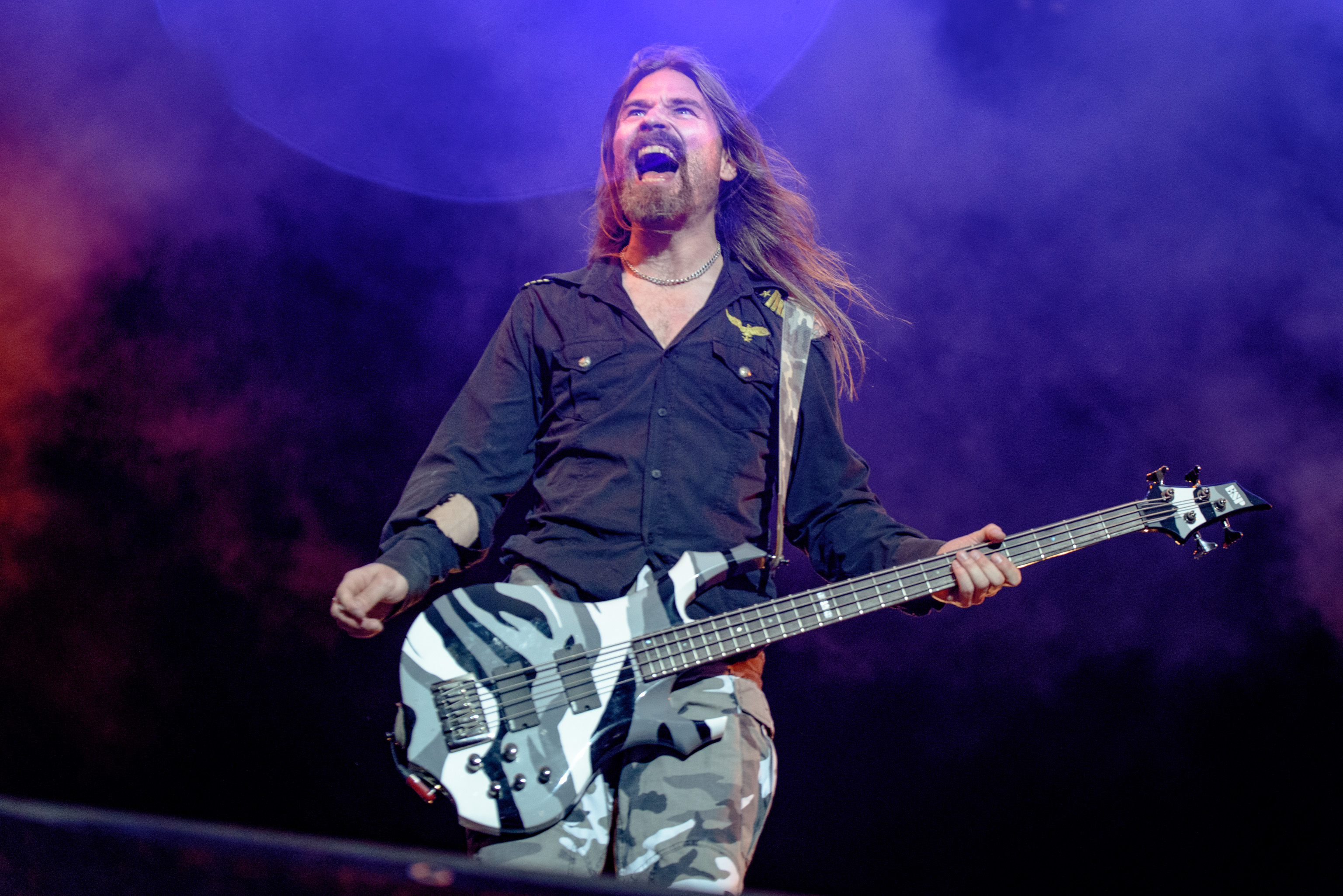
Sundström en 2016

Pär Sundström, né le 8 juin 1981 , est un bassiste suédois. Avec Joakim Brodén, ils sont les derniers membres fondateurs du groupe de power metal Sabaton encore actifs dans ce groupe. Il est également le manager du groupe et l'un des paroliers du groupe.

## Biographie
Sundström est né à Falun, dans le comté de Dalarna. Durant sa jeunesse, il a joué principalement dans des groupes de black metal et death metal. En 1999, il fonde Sabaton avec Joakim Brodén. Peu de temps après, Oskar Montelius rejoint le groupe. Concernant son rôle dans Sabaton, il a déclaré dans une interview avec metalheadspotted.com : "Je fais beaucoup de choses qui sont nécessaires au groupe en tant que manager." 
Avant que Sabaton ne devienne un groupe professionnel, Sundström a travaillé pendant deux ans "en tant que manager d'une grande entreprise". Son bureau de manager, ainsi que le studio du groupe, sont basés à Falun.
Sundström a une sœur. Ses principales influences musicales sont Twisted Sister, particulièrement Dee Snider, mais aussi Skid Row,. Il parle d'Iron Maiden, Scorpions, Guns N' Roses, Raubtier, Skid Row et Sabaton comme de ses groupes préférés. Etant pyrotechnicien de formation, il a dans les premières années du groupe Sabaton, installé lui-même la pyrotechnie des spectacles live de Sabaton.

## Discographie
Sabaton
- Primo Victoria (2005)
- Attero Dominatus (2006)
- Metalizer (2007)
- The Art of War (2008)
- Coat of Arms (2010)
- Carolus Rex (2012)
- Heroes (2014)
- The Last Stand (2016)
- The Great War (2019)
- The War To End All Wars (2022)